# Бюргерсдорп
Бюргерсдорп, африк. Burgersdorp, ранее Burghersdorp, буквально «посёлок граждан» или «гражданский посёлок» — город в центральной части Восточно-Капской провинции. Сыграл большую роль в истории африканеров, в настоящее время является одним из наиболее известных городов в северо-восточной части бывшей Капской колонии, сохранившим в значительной мере деревенский уклад жизни.

## История
Город расположен на склоне горы Стормберг, в 359 км к северо-западу от Ист-Лондона. Посёлок возник в местности Клипфонтейн (африк. Klipfontein, буквально «источник у утёса»), который 27 декабря 1847 приобрёл Херт Бойтендах. Нынешнее название получил в честь местных граждан, оборонявших местность во время Седьмой кафрской войны (1846—1847), либо, возможно, в знак того, что они создали посёлок, не дожидаясь, пока здесь будет воздвигнута церковь.
В 1869 была основана теологическая семинария Голландской реформатской церкви, ректором которой стал профессор Дирк Постма. Он же был первым проповедником церкви, которая открылась 21 января 1860 г. в складском помещении (в то время большая часть населения была недовольна расколом церкви Капской колонии). В 1905 году теологическая семинария переместилась в Почефструм, где в 1951 году была преобразована в Почефструмский университет высшего христианского образования.
В знак признания той важной роли, что Бюргерсдорп сыграл в борьбе за признание официального статуса нидерландского языка в Капской колонии, в 1893 году в городе был воздвигнут Памятник нидерландскому языку. Во время второй англо-бурской войны в окрестностях города велись сильные бои. С тех времён сохранился блокгауз, сооружённый британцами. Также к местным достопримечательностям относится тюрьма и отреставрированное здание теологической семинарии.

## Современность
В настоящее время Бюргерсдорп — административный и торговый центр округа, где распространены животноводство и производство шерсти.
Также он является важным железнодорожным узлом на пути между Ист-Лондоном и Блумфонтейном.
В городе находится известная больница провинциального значения.
Бюргердорп широко известен своими спортивными учреждениями, включая Шорт-Парк, где расположены площадки для тенниса, боулинга, крикета, джукскея (af:jukskei), плавательный бассейн, и др. Также имеется небольшой парк развлечений. Стадион Дени Крейвена — одна из лучших площадок для регби в ЮАР с 6000 сидячих мест. Также имеется поле для гольфа с 9 лунками.

## Галерея

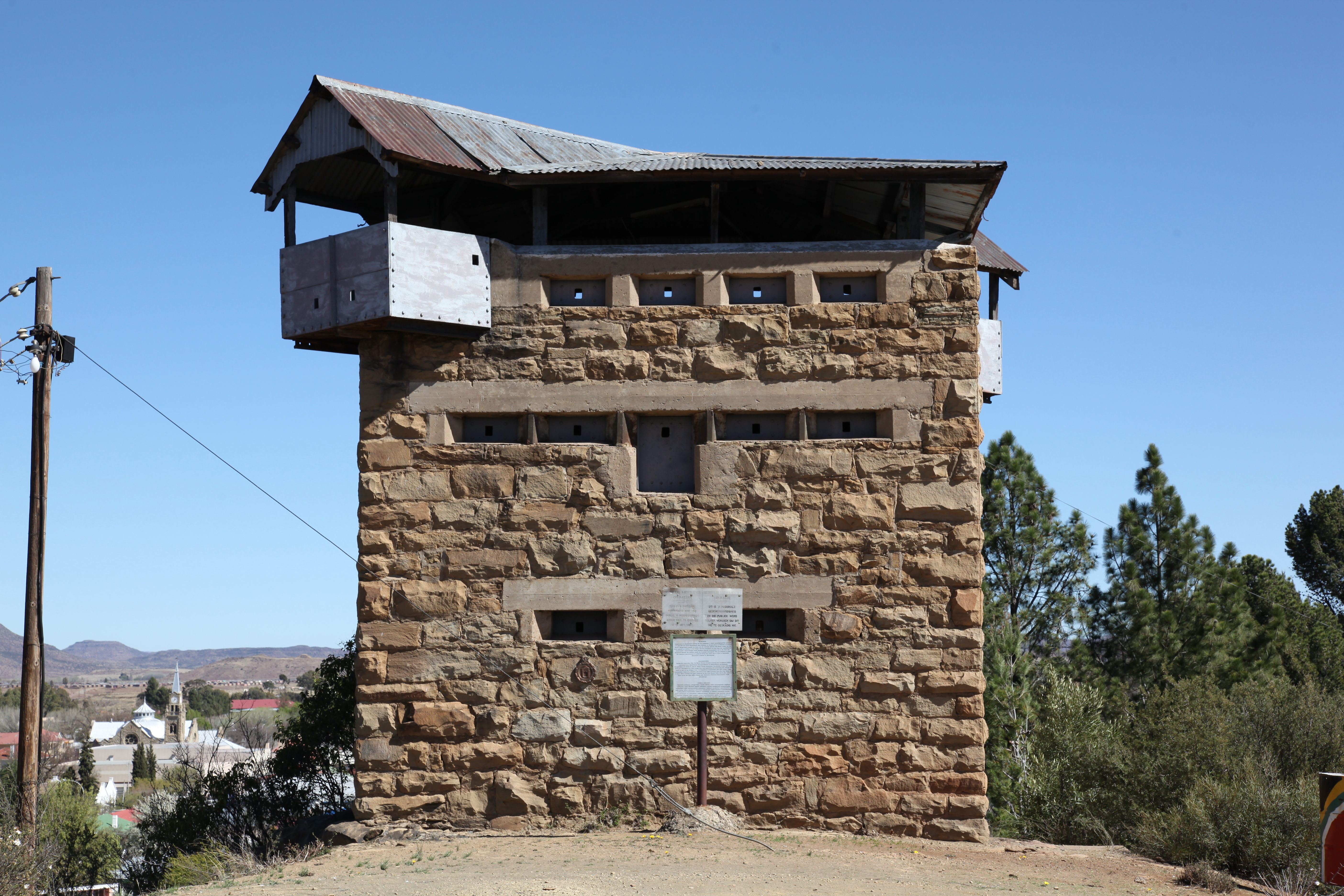
Блокгауз пожарной части.
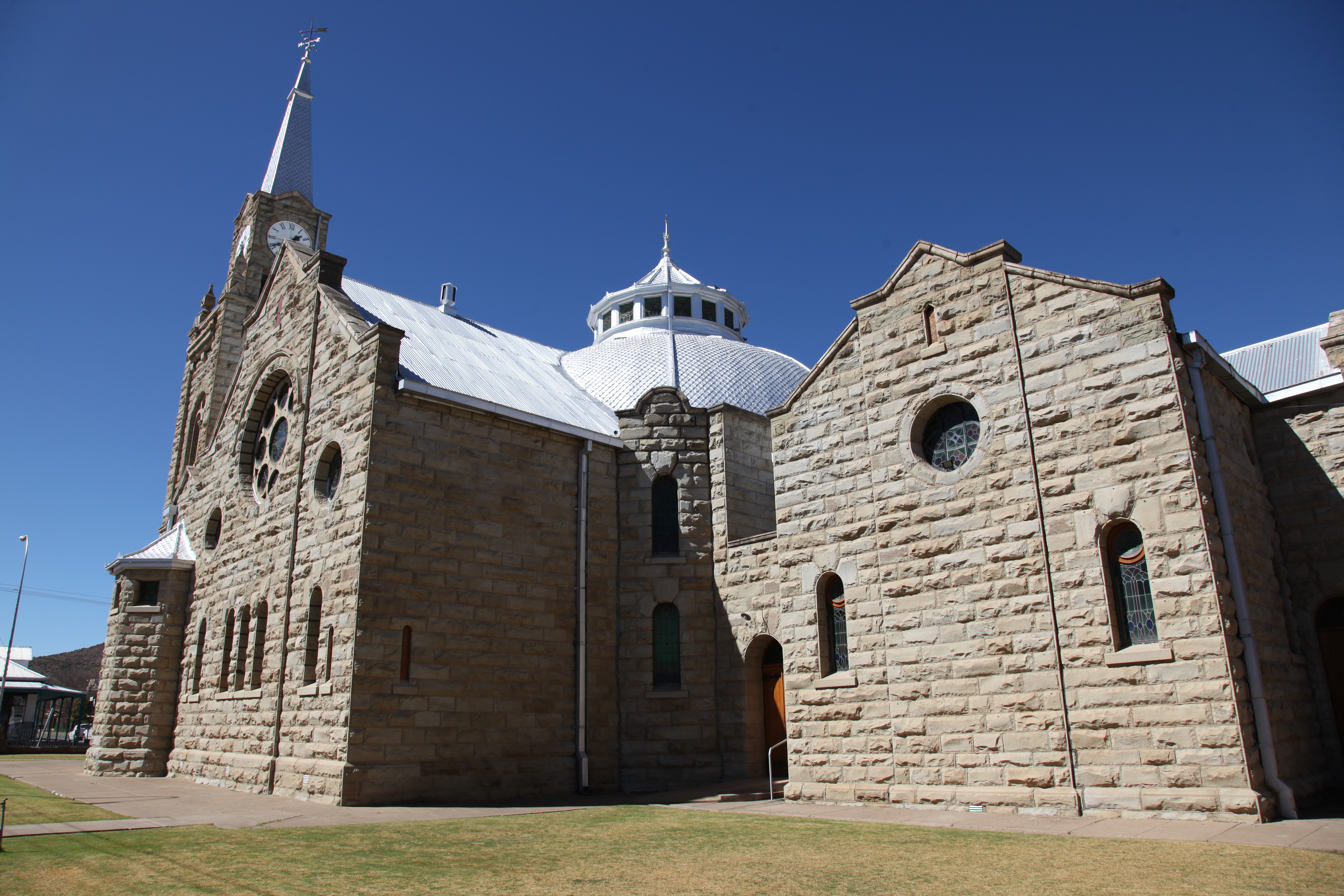
Голландская реформатская церковь — храм в Бюргерсдорпе.
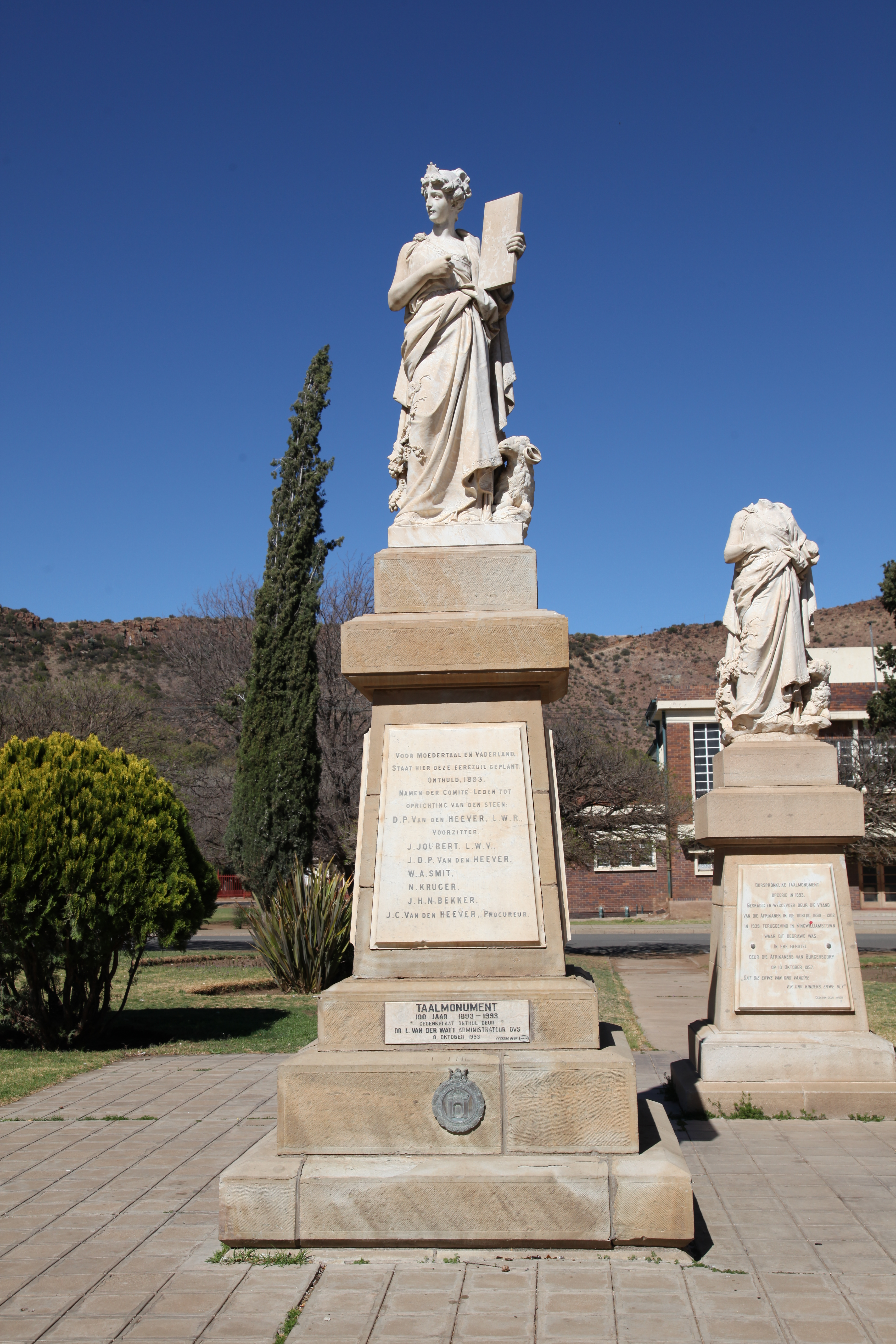
Памятник нидерландскому языку: слева копия, справа — оригинальный (повреждён во время Англо-бурской войны).